# Achille Starace
Pour les articles homonymes, voir Starace.
Achille Starace (né à Sannicola le 18 août 1889, mort à Milan le 29 avril 1945) est un homme politique et dirigeant sportif italien. Secrétaire du parti national fasciste et président du comité olympique national italien (CONI), il a été exécuté à la fin de la Seconde Guerre mondiale en même temps que Mussolini.

## Biographie
Achille Starace est né dans une famille aisée de la petite noblesse salentine. Il renonce à ses études débutées à Venise et entreprend une carrière militaire. Il participe à la Première Guerre mondiale, devient officier dans l'arme des bersagliers et obtient deux croix de la valeur militaire ainsi que de nombreuses reconnaissances de l'armée française. Il se marie tôt, laissant sa femme tout au long de sa carrière à Gallipoli. Ceci fut utilisé par d'autres hiérarques pour nuire à sa réputation publique et privée en insinuant quelques problèmes de virilité.
Il adhère, jeune, à la franc-maçonnerie, étant initié le 15 mars 1917 dans la Loge "La Vedetta" de Udine avant de devenir, après la guerre, un fidèle de Benito Mussolini au point d'être sarcastiquement défini, même par sa propre fille, comme « l'homme qui respirait par ordre du duce. »
De Mussolini, il reçoit la charge de mettre en place le fascisme dans le Trentin-Haut-Adige. Dans les années qui suivent la guerre, Starace est le fondateur du fascio de Trente en 1920, vice-secrétaire du Parti national fasciste en 1921, inspecteur pour la Sicile en 1922 et député en 1924.
En 1935, il participe comme volontaire à la guerre d'Éthiopie, à laquelle il consacre deux ans plus tard un livre, La Marche sur Gondar (La marcia su Gondar).
Il est aussi président du comité olympique national italien, de 1933 à 1939, au cours d'une période où le mouvement sportif est instrumentalisé par le régime à des fins de propagande. Il est enfin conseiller national à la Chambre des faisceaux et des corporations de 1939 à 1943.
La foi inébranlable de Starace envers Mussolini lui vaut de faire une carrière, selon certains, bien au-delà de ses capacités : Il est de nouveau vice-secrétaire en 1926, et de 1931 à 1939, il s'impose comme secrétaire national du Parti national fasciste, en remplacement de Giovanni Battista Giuriati. Aux objections émises par les autres hiérarques qui lui signalent sa modeste acuité d'esprit, Mussolini répond : « ... un crétin, oui, mais obéissant ! ».
Par ses actions, il œuvre pour une diffusion de la présence du parti dans la vie de la société, intensifiant la fascisation des masses par l'organisation de manifestations qui encadrent les citoyens, de l'école élémentaire à l'université et dans le cadre du temps libre.

## Starace dans la vie quotidienne italienne

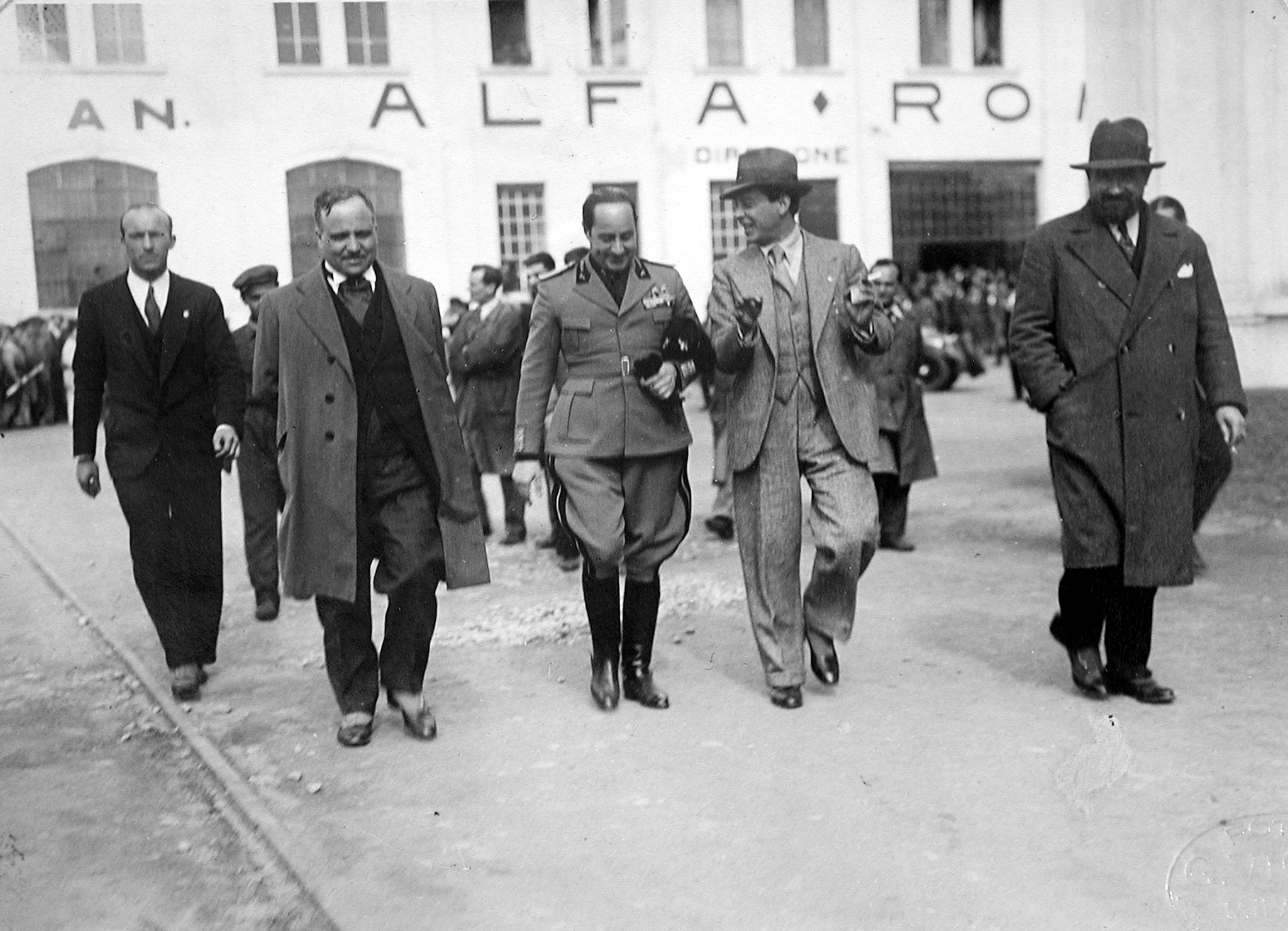
Starace (au milieu) vers 1930.

Véritable fanatique du sport sous toutes ses formes, y compris les plus inattendues (comme sauter à travers un cerceau enflammé au cours d'un meeting d'athlétisme à Rome au stade dei Marmi en 1938 ou encore sauter à cheval par-dessus une automobile), pratiquant plusieurs heures de sport quotidiennes, Starace a poussé à l'embrigadement de la jeunesse italienne et des ouvriers dans des organisations de masse qui empruntaient quelques traits au scoutisme mais à la mode fasciste : Balillas, Avanguardisti, Fils de la Louve, Jeunesses Fascistes, œuvre du dopolavoro, visant à encadrer les activités sportives des employés et ouvriers.
Il imposa le remplacement de la poignée de main (jugée décadente et trop anglo-saxonne) par le salut fasciste le bras levé « à la romaine », imposa d'italianiser certains anglicismes (volleyball étant remplacé par pallavolo, encore en usage au XXIe siècle, par exemple), et tenta même d'imposer la formule « viva il duce » comme conclusion obligatoire de la correspondance privée (ce que Mussolini refusa, conscient du ridicule, car même sous le fascisme, les Italiens ne se privaient pas de chansonner Starace et de faire courir des plaisanteries à son sujet).
Ainsi, sous le fascisme, les étudiants avaient créé une parodie d'épitaphe en vers de mirliton pour ridiculiser Starace dont bien des moments d'éloquence étaient pour le moins improbables (Il avait déclaré notamment : "Tous les organes du Parti  doivent fonctionner correctement et donc aussi les organes génitaux") et qui, pour promouvoir la politique d'autarcie de Mussolini avait imposé aux Hiérarques du parti et aux miliciens fascistes de tous âges de porter des chemises d'uniforme en tissu d'Orbace , un drap de laine grossier fabriqué artisanalement en Sardaigne, qui provoquait des démangeaisons cutanées: "Qui giace Starace / vestito di orbace/, In guerra fugace /Al letto pugnace/ di nulla capace". / Requiescat in pace (Ci Gît Starace / tout vêtu d'Orbace/ à la guerre il fut fugace / au lit il fut pugnace /Ce fut un bon à rien/Qu'il repose en paix).
Invité à présider un congrès de sommités médicales, il arriva avec une heure de retard et devant l'assistance quelque peu énervée, donna pour excuse son heure quotidienne d'équitation avec cette apostrophe saugrenue : Fate ginnastica e non medicina. Abbandonate i libri e datevi all'ippica (« Faites de la gymnastique et pas de la médecine. Abandonnez les livres et adonnez-vous à l'équitation »).
L'expression datevi all ippica est devenue proverbiale en Italie, y compris de nos jours, et signifie grosso modo « vous êtes un incapable, mettez-vous à une tâche à la portée des ignares ».
Peu apprécié des autres hiérarques fascistes, il s'attira cette remarque acerbe et finalement prophétique de Galeazzo Ciano : « Les Italiens peuvent pardonner à quelqu'un qui leur a fait du mal, mais jamais à quelqu'un qui leur a cassé les c... ».

### L'opinion des dirigeants fascistes sur Starace
L'entourage de Mussolini, théâtre de luttes d'influence parfois féroces, tient Starace en piètre estime. 
L'omnipuissant chef de la police fasciste Arturo Bocchini dit de lui qu'il « est un Arlequin de cirque équestre ! »
Le ministre de l'aviation, le Maréchal Italo Balbo le considère comme « un crétin », ce qui entraîne une réponse de Mussolini : « Un crétin, pour sûr, mais un crétin obéissant ».
Le Général Emilio De Bono : « Sinistre bouffon ».
Quant à Leandro Arpinati, autre dirigeant fasciste de premier plan, en rivalité avec Starace pour le contrôle des organisations de Jeunesse et de sport, il possédait sur ses terres un âne qu'il avait baptisé "Starace" et ne se faisait pas faute de le faire savoir. 
Sa propre fille Fanny Starace, interviewée après guerre aura ce mot terrible : « Il ne respirait que sur SON ordre » (l'adjectif possessif désignant évidemment Mussolini).

## Décès
Starace, disposant de peu de soutiens dans l'appareil d'État fasciste (à part Mussolini, qui le considérait comme un « godillot » utile mais de peu d'intelligence) fut progressivement marginalisé au sein de l'appareil fasciste et même emprisonné à plusieurs reprises, y compris dans la période de la République de Salò qu'il avait pourtant ralliée mais qui le tint à l'écart de toute responsabilité.
Son étoile politique avait commencé à pâlir dès 1939 quand Mussolini, qui cherchait à rétablir un consensus politique avec la petite et moyenne bourgeoisie, le destitua de son poste de secrétaire général du parti et le nomma chef d'état-major  de la MVSN (Milice volontaire pour la sécurité nationale). Il participa à la désastreuse invasion de la Grèce en 1941.
Blessé et évacué sanitaire, il est relevé du commandement de la MVSN par une simple lettre du Duce qui lui signifiait sa disgrâce.
Il ne se trouvait pas dans la colonne qui suivit Mussolini et Alessandro Pavolini au cours de la tentative de fuite vers la Suisse (ou la vallée de Sondrio/Valtellina) mais resta à son domicile milanais.
Le 28 avril 1945, apparemment inconscient de la vindicte populaire et ignorant le sort de Mussolini (exécuté le jour même), il sortit faire son footing quotidien. Rattrapé par un groupe de Partisans qui lui demandaient : « Starace, où vas-tu ? », il répondit : « Je vais prendre le café ». Arrêté, traîné dans toute la ville de Milan et soumis à la fureur de la foule, il fut fusillé Piazzale Loreto face au corps de Mussolini déjà suspendu par les pieds à l'auvent d'une station service.
Avant d'être fusillé, il aurait déclaré : « Dépêchez-vous au lieu de frapper et d'insulter un homme que vous allez fusiller » et cria une dernière fois « Viva il Duce ! » avant de s'écrouler. Son cadavre fut ensuite suspendu par les pieds, livré à la foule en colère Piazzale Loreto à Milan à côté de ceux de Benito Mussolini, Clara Petacci et Alessandro Pavolini.